# Jimmy Floyd Hasselbaink
Jerrel Floyd Hasselbaink, detto Jimmy (Paramaribo, 27 marzo 1972), è un allenatore di calcio ed ex calciatore olandese, di ruolo attaccante.

## Caratteristiche tecniche
Era un attaccante dotato di grande velocità e accelerazione, oltre a essere un buon battitore di punizioni.

## Carriera

### Club

#### Paesi Bassi
Hasselbaink ha cominciato la sua carriera di calciatore in patria, inizialmente con lo Stormvogels Telstar fino al dicembre 1990, e poi all'AZ Alkmaar, dove ha militato per tre stagioni prima di essere svincolato e giocare in un torneo di dilettanti.

#### Portogallo
Nel dicembre del 1995 firmò per la formazione portoghese del Campomaiorense, ma dopo solo una stagione passò al Boavista dove mostrò per la prima volta il suo talento, segnando 20 reti in 29 partite giocate e contribuendo alla conquista della coppa nazionale.
Il 10 settembre 1996 esordì in Europa nella sfida di Coppa UEFA vinta in Danimarca contro l'Odense per 2-3. Il 29 ottobre successivo siglò i suoi primi gol nelle competizioni europee, mettendo a segno una doppietta contro la Dinamo Tbilisi (5-0).

#### Inghilterra
La sua prolifica vena al gol non passò inosservata agli occhi di diversi club europei. Ad aggiudicarselo fu il Leeds United per 2 milioni di sterline nel giugno del 1997. Con la stessa squadra confermò il suo fiuto del gol andando a segno 23 volte nella prima stagione in tutte le competizioni e 21 in quella successiva, contribuendo al 4º posto del Leeds nella Premier League e vincendo la classifica cannonieri con 18 reti a pari merito con Michael Owen e Dwight Yorke.

#### Spagna
Hasselbaink rifiutò la nuova offerta di contratto del Leeds e chiese il trasferimento. Nel 1999 L'Atlético Madrid lo ingaggiò per 12 milioni di sterline e segnò 24 gol in 32 incontri, retrocedendo a fine stagione.

#### Il ritorno in Inghilterra
Dopo la breve esperienza all'Atlético Madrid, Hasselbaink tornò in Inghilterra, questa volta nel Chelsea, per una cifra record per il club di 15 milioni di sterline.
Nella stagione 2000/ 2001 l'attaccante segnò 23 reti in 35 presenze nella Premier League: sono da ricordare soprattutto un gol su tiro al volo da fuori area di rigore contro il Manchester United e quaterna contro il Coventry City. Finì la stagione come capocannoniere. Assieme al compagno di reparto islandese Eiður Guðjohnsen, formò nella seconda stagione al Chelsea una prolifica coppia d'attacco, in cui la squadra raggiunse la finale di FA Cup. A causa di un infortunio patito nella semifinale, Hasselbaink, in chiara forma negativa, venne sostituito nelle fasi iniziali della finale, dove il Chelsea perse 2 a 0. Nelle sue ultime due stagioni col club londinese il suo fiuto del gol si affievolì: solo 11 marcature nel 2002/ 2003, mentre nella stagione successiva le reti furono 17 in tutte le competizioni e gli garantirono il primo posto nella classifica marcatori della squadra (per la terza volta in tre anni), davanti ai due nuovi arrivati compagni di squadra Adrian Mutu e Hernán Crespo. Il bilancio finale della sua carriera al Chelsea è di 87 reti in 177 partite.
Nel 2004 Hasselbaink passò al Middlesbrough a parametro zero. Nella sua prima stagione segnò 13 reti in 36 partite di campionato. Siglò il gol della vittoria contro il Grasshoppers in coppa UEFA e contro l'Everton nella Carling Cup. C'è la sua firma anche nella storica vittoria del "Boro" contro il Manchester United. Nella sua ultima stagione, Hasselbaink contribuì a condurre il Middlesbrough fino alla finale di coppa UEFA, dopo aver eliminato la Steaua Bucarest e il Basilea nei turni precedenti. La squadra inglese perse poi la finalissima per 4-0 contro il Siviglia.
Con l'arrivo di Gareth Southgate sulla panchina del Middlesbrough in sostituzione del nuovo CT inglese Steve McClaren, Hasselbaink non trovò più spazio nella rosa e fu messo sul mercato a parametro zero. Il suo trasferimento al Celtic fallì anche per l'eccessiva richiesta di stipendio (40.000 sterline a settimana). Il bottino di Hasselbaink al Middlesbrough è cospicuo, grazie alle sue reti e al suo carisma che hanno contribuito in maniera massiccia ai trionfi della squadra nel suolo inglese e in quello europeo nei due suoi anni di militanza. L'11 luglio del 2006 ha firmato per il Charlton Athletic F.C..
Nel luglio 2006, Hasselbaink fu accusato di condotta scorretta dalla federcalcio inglese e di aver screditato il calcio d'oltremanica a causa delle sue affermazioni sul Chelsea: secondo il giocatore, il suo vecchio club avrebbe pagato dei premi ai calciatori dopo la vittoria del club londinese sull'Arsenal nell'edizione 2004 della Champions League. Tali dichiarazioni vennero smentite da un'inchiesta condotta sulla Premier League, in seguito alla quale non furono trovate prove a sostegno dell'accusa.
Segnò il suo primo gol col Charlton Athletic contro la sua vecchia squadra, il Chelsea, allo Stamford Bridge. In questa occasione non esultò per rispetto ai tifosi, i quali in cambio tributarono un applauso al loro ex beniamino. Risultò altresì decisivo nel consigliare al proprio portiere Scott Carson dove buttarsi per parare il rigore calciato da Frank Lampard. Fu, questo, un suggerimento prezioso che permise all'estremo difensore del Charlton di sventare il penalty. Nonostante il suo gol (che aveva portato in vantaggio la squadra) e nonostante il suo contributo alla prodezza del portiere Scott Carson il Charlton perse il match. Dopo il penultimo posto nella FA Premier League 2006-2007 e la retrocessione in seconda divisione, nell'agosto 2007 passa al Cardiff City.
Nel settembre del 2008 decise di ritirarsi dal calcio giocato, per diventare un allenatore.

### Nazionale
Esordì con la nazionale olandese a 26 anni, nel 1998, e vi giocò sino al 2004. Partecipò al Campionato mondiale di calcio 1998.

## Statistiche

### Presenze e reti nei club
Tra club e Nazionale, Hasselbaink ha giocato globalmente più di 612 partite segnando più di 259 reti, alla media di 0,42 gol a partita.
| Stagione             | Squadra              | Campionato           | Campionato | Campionato | Coppe nazionali | Coppe nazionali | Coppe nazionali | Coppe continentali | Coppe continentali | Coppe continentali | Altre coppe | Altre coppe | Altre coppe | Totale | Totale |
| Stagione             | Squadra              | Comp                 | Pres       | Reti       | Comp            | Pres            | Reti            | Comp               | Pres               | Reti               | Comp        | Pres        | Reti        | Pres   | Reti   |
| -------------------- | -------------------- | -------------------- | ---------- | ---------- | --------------- | --------------- | --------------- | ------------------ | ------------------ | ------------------ | ----------- | ----------- | ----------- | ------ | ------ |
| 1990-gen. 1991       | Telstar              | ED                   | 4          | 0          | CO              | 0               | 0               | -                  | -                  | -                  | -           | -           | -           | 4      | 0      |
| gen.-giu. 1991       | AZ Alkmaar           | ED                   | 11         | 2          | CO              | ?               | ?               | -                  | -                  | -                  | -           | -           | -           | 11+    | 2+     |
| 1991-1992            | AZ Alkmaar           | ED                   | 26         | 2          | CO              | ?               | ?               | -                  | -                  | -                  | -           | -           | -           | 26+    | 2+     |
| 1992-1993            | AZ Alkmaar           | ED                   | 9          | 1          | CO              | ?               | ?               | -                  | -                  | -                  | -           | -           | -           | 9+     | 1+     |
| Totale AZ            | Totale AZ            | Totale AZ            | 46         | 5          |                 | ?               | ?               |                    | -                  | -                  |             | -           | -           | 46+    | 5+     |
| 1995-1996            | Campomaiorense       | PD                   | 31         | 12         | CP              | ?               | ?               | -                  | -                  | -                  | -           | -           | -           | 31+    | 12+    |
| 1996-1997            | Boavista             | PD                   | 29         | 20         | CP              | 4+              | 1+              | CU                 | 5                  | 3                  | -           | -           | -           | 38+    | 24+    |
| 1997-1998            | Leeds Utd            | PL                   | 33         | 16         | FACup+CdL       | 4+3             | 4+2             | -                  | -                  | -                  | -           | -           | -           | 40     | 22     |
| 1998-1999            | Leeds Utd            | PL                   | 36         | 18         | FACup+CdL       | 5+2             | 1+0             | CU                 | 4                  | 1                  | -           | -           | -           | 47     | 20     |
| Totale Leeds United  | Totale Leeds United  | Totale Leeds United  | 69         | 34         |                 | 14              | 7               |                    | 4                  | 1                  |             | -           | -           | 87     | 42     |
| 1999-2000            | Atlético Madrid      | PD                   | 34         | 24         | CdR             | 2               | 2               | CU                 | 7                  | 7                  | -           | -           | -           | 43     | 33     |
| 2000-2001            | Chelsea              | PL                   | 35         | 23         | FACup+CdL       | 2+2             | 2+1             | CU                 | 2                  | 0                  | CS          | 1           | 1           | 42     | 27     |
| 2001-2002            | Chelsea              | PL                   | 35         | 23         | FACup+CdL       | 7+4             | 3+3             | CU                 | 2                  | 0                  | -           | -           | -           | 48     | 29     |
| 2002-2003            | Chelsea              | PL                   | 36         | 11         | FACup+CdL       | 4+2             | 1+2             | CU                 | 2                  | 1                  | -           | -           | -           | 44     | 15     |
| 2003-2004            | Chelsea              | PL                   | 30         | 13         | FACup+CdL       | 3+3             | 1+2             | UCL                | 8                  | 2                  | -           | -           | -           | 44     | 18     |
| Totale Chelsea       | Totale Chelsea       | Totale Chelsea       | 136        | 70         |                 | 27              | 15              |                    | 14                 | 3                  |             | 1           | 0           | 178    | 88     |
| 2004-2005            | Middlesbrough        | PL                   | 36         | 13         | FACup+CdL       | 2+0             | 0               | CU                 | 7                  | 3                  | -           | -           | -           | 45     | 16     |
| 2005-2006            | Middlesbrough        | PL                   | 22         | 10         | FACup+CdL       | 6+3             | 3+1             | CU                 | 13                 | 4                  | -           | -           | -           | 44     | 18     |
| Totale Middlesbrough | Totale Middlesbrough | Totale Middlesbrough | 58         | 22         |                 | 11              | 4               |                    | 20                 | 7                  |             | -           | -           | 89     | 33     |
| 2006-2007            | Charlton             | PL                   | 25         | 2          | FACup+CdL       | 1+3             | 0+2             | -                  | -                  | -                  | -           | -           | -           | 29     | 4      |
| 2007-2008            | Cardiff City         | FLC                  | 36         | 7          | FACup+CdL       | 5+3             | 1+1             | -                  | -                  | -                  | -           | -           | -           | 44     | 9      |
| Totale carriera      | Totale carriera      | Totale carriera      | 468        | 196        |                 | 70+             | 33+             |                    | 50                 | 21                 |             | 1           | 0           | 589+   | 250+   |

### Cronologia presenze e reti in nazionale
| Cronologia completa delle presenze e delle reti in nazionale ― Paesi Bassi | Cronologia completa delle presenze e delle reti in nazionale ― Paesi Bassi | Cronologia completa delle presenze e delle reti in nazionale ― Paesi Bassi | Cronologia completa delle presenze e delle reti in nazionale ― Paesi Bassi | Cronologia completa delle presenze e delle reti in nazionale ― Paesi Bassi | Cronologia completa delle presenze e delle reti in nazionale ― Paesi Bassi | Cronologia completa delle presenze e delle reti in nazionale ― Paesi Bassi | Cronologia completa delle presenze e delle reti in nazionale ― Paesi Bassi |
| Data                                                                       | Città                                                                      | In casa                                                                    | Risultato                                                                  | Ospiti                                                                     | Competizione                                                               | Reti                                                                       | Note                                                                       |
| -------------------------------------------------------------------------- | -------------------------------------------------------------------------- | -------------------------------------------------------------------------- | -------------------------------------------------------------------------- | -------------------------------------------------------------------------- | -------------------------------------------------------------------------- | -------------------------------------------------------------------------- | -------------------------------------------------------------------------- |
| 27-5-1998                                                                  | Arnhem                                                                     | Paesi Bassi                                                                | 0 – 0                                                                      | Camerun                                                                    | Amichevole                                                                 | -                                                                          | 61’                                                                        |
| 1-6-1998                                                                   | Eindhoven                                                                  | Paesi Bassi                                                                | 5 – 1                                                                      | Paraguay                                                                   | Amichevole                                                                 | 1                                                                          | 71’                                                                        |
| 5-6-1998                                                                   | Amsterdam                                                                  | Paesi Bassi                                                                | 5 – 1                                                                      | Nigeria                                                                    | Amichevole                                                                 | 1                                                                          | 75’                                                                        |
| 13-6-1998                                                                  | Parigi                                                                     | Paesi Bassi                                                                | 0 – 0                                                                      | Belgio                                                                     | Mondiali 1998 - 1º turno                                                   | -                                                                          | 69’                                                                        |
| 25-6-1998                                                                  | Saint-Etienne                                                              | Paesi Bassi                                                                | 2 – 2                                                                      | Messico                                                                    | Mondiali 1998 - 1º turno                                                   | -                                                                          | 78’                                                                        |
| 18-8-1999                                                                  | Copenaghen                                                                 | Danimarca                                                                  | 0 – 0                                                                      | Paesi Bassi                                                                | Amichevole                                                                 | -                                                                          | 77’                                                                        |
| 23-2-2000                                                                  | Amsterdam                                                                  | Paesi Bassi                                                                | 2 – 1                                                                      | Germania                                                                   | Amichevole                                                                 | -                                                                          | 75’                                                                        |
| 26-4-2000                                                                  | Arnhem                                                                     | Paesi Bassi                                                                | 0 – 0                                                                      | Scozia                                                                     | Amichevole                                                                 | -                                                                          | 70’                                                                        |
| 15-11-2000                                                                 | Siviglia                                                                   | Spagna                                                                     | 1 – 2                                                                      | Paesi Bassi                                                                | Amichevole                                                                 | 1                                                                          | 76’                                                                        |
| 24-3-2001                                                                  | Barcellona                                                                 | Andorra                                                                    | 0 – 5                                                                      | Paesi Bassi                                                                | Qual. Mondiali 2002                                                        | 1                                                                          |                                                                            |
| 28-3-2001                                                                  | Porto                                                                      | Portogallo                                                                 | 2 – 2                                                                      | Paesi Bassi                                                                | Qual. Mondiali 2002                                                        | 1                                                                          | 80’                                                                        |
| 25-4-2001                                                                  | Eindhoven                                                                  | Paesi Bassi                                                                | 4 – 0                                                                      | Cipro                                                                      | Qual. Mondiali 2002                                                        | 1                                                                          | 71’                                                                        |
| 2-6-2001                                                                   | Tallinn                                                                    | Estonia                                                                    | 2 – 4                                                                      | Paesi Bassi                                                                | Qual. Mondiali 2002                                                        | -                                                                          | 60’                                                                        |
| 15-8-2001                                                                  | Londra                                                                     | Inghilterra                                                                | 0 – 2                                                                      | Paesi Bassi                                                                | Amichevole                                                                 | -                                                                          | 46’                                                                        |
| 1-9-2001                                                                   | Dublino                                                                    | Irlanda                                                                    | 1 – 0                                                                      | Paesi Bassi                                                                | Qual. Mondiali 2002                                                        | -                                                                          | 54’                                                                        |
| 5-9-2001                                                                   | Eindhoven                                                                  | Paesi Bassi                                                                | 5 – 0                                                                      | Estonia                                                                    | Qual. Mondiali 2002                                                        | -                                                                          | 46’                                                                        |
| 10-11-2001                                                                 | Copenaghen                                                                 | Danimarca                                                                  | 1 – 1                                                                      | Paesi Bassi                                                                | Amichevole                                                                 | 1                                                                          |                                                                            |
| 13-2-2002                                                                  | Amsterdam                                                                  | Paesi Bassi                                                                | 1 – 1                                                                      | Inghilterra                                                                | Amichevole                                                                 | -                                                                          | 65’                                                                        |
| 27-3-2002                                                                  | Rotterdam                                                                  | Paesi Bassi                                                                | 1 – 0                                                                      | Spagna                                                                     | Amichevole                                                                 | -                                                                          |                                                                            |
| 21-8-2002                                                                  | Oslo                                                                       | Norvegia                                                                   | 0 – 1                                                                      | Paesi Bassi                                                                | Amichevole                                                                 | -                                                                          | 46’                                                                        |
| 7-9-2002                                                                   | Eindhoven                                                                  | Paesi Bassi                                                                | 3 – 0                                                                      | Bielorussia                                                                | Qual. Euro 2004                                                            | 1                                                                          | 70’                                                                        |
| 16-10-2002                                                                 | Vienna                                                                     | Austria                                                                    | 0 – 3                                                                      | Paesi Bassi                                                                | Qual. Euro 2004                                                            | -                                                                          | 80’                                                                        |
| 20-11-2002                                                                 | Gelsenkirchen                                                              | Germania                                                                   | 1 – 3                                                                      | Paesi Bassi                                                                | Amichevole                                                                 | 1                                                                          | 66’                                                                        |
| Totale                                                                     |                                                                            | Presenze                                                                   | 23                                                                         |                                                                            | Reti                                                                       | 9                                                                          |                                                                            |

### Statistiche da allenatore

#### Club
Statistiche aggiornate al 13 maggio 2021.  In grassetto le competizioni vinte.
| Stagione             | Squadra              | Campionato           | Campionato | Campionato | Campionato | Campionato | Coppe nazionali | Coppe nazionali | Coppe nazionali | Coppe nazionali | Coppe nazionali | Coppe continentali | Coppe continentali | Coppe continentali | Coppe continentali | Coppe continentali | Altre coppe | Altre coppe | Altre coppe | Altre coppe | Altre coppe | Totale | Totale | Totale | Totale | % Vittorie | Piazzamento |
| Stagione             | Squadra              | Comp                 | G          | V          | N          | P          | Comp            | G               | V               | N               | P               | Comp               | G                  | V                  | N                  | P                  | Comp        | G           | V           | N           | P           | G      | V      | N      | P      | %          | Piazzamento |
| -------------------- | -------------------- | -------------------- | ---------- | ---------- | ---------- | ---------- | --------------- | --------------- | --------------- | --------------- | --------------- | ------------------ | ------------------ | ------------------ | ------------------ | ------------------ | ----------- | ----------- | ----------- | ----------- | ----------- | ------ | ------ | ------ | ------ | ---------- | ----------- |
| 2013-2014            | Anversa              | D2                   | 34         | 13         | 10         | 11         | CB              | 1               | 0               | 0               | 1               | -                  | -                  | -                  | -                  | -                  | -           | -           | -           | -           | -           | 35     | 13     | 10     | 12     | 37,14      | 7°          |
| nov. 2014-2015       | Burton Albion        | L2                   | 30         | 19         | 8          | 3          | FACup+CdL       | 0+0             | 0+0             | 0+0             | 0+0             | -                  | -                  | -                  | -                  | -                  | -           | -           | -           | -           | -           | 30     | 19     | 8      | 3      | 63,33      | Sub., 1°    |
| ago.-dic. 2015       | Burton Albion        | L1                   | 20         | 12         | 1          | 7          | FACup+CdL       | 1+2             | 0+1             | 0+0             | 1+1             | -                  | -                  | -                  | -                  | -                  | EFL         | 1           | 0           | 1           | 0           | 24     | 13     | 2      | 9      | 54,17      | Dim         |
| dic.2015-mag. 2016   | QPR                  | FLC                  | 27         | 7          | 13         | 7          | FACup+CdL       | 1+0             | 0+0             | 0+0             | 1+0             | -                  | -                  | -                  | -                  | -                  | -           | -           | -           | -           | -           | 28     | 7      | 13     | 8      | 25,00      | Sub, 12°    |
| ago.-nov. 2016       | QPR                  | FLC                  | 16         | 6          | 4          | 6          | FACup+CdL       | 0+3             | 0+1             | 0+1             | 0+1             | -                  | -                  | -                  | -                  | -                  | -           | -           | -           | -           | -           | 19     | 7      | 5      | 7      | 36,84      | Eson        |
| Totale QPR           | Totale QPR           | Totale QPR           | 43         | 13         | 17         | 13         |                 | 4               | 1               | 1               | 2               |                    | -                  | -                  | -                  | -                  |             | -           | -           | -           | -           | 47     | 14     | 18     | 15     | 29,79      |             |
| 2017-apr. 2018       | Northampton Town     | FL1                  | 37         | 12         | 8          | 17         | FACup+CdL       | 0+2             | 0+0             | 0+1             | 0+1             | -                  | -                  | -                  | -                  | -                  | EFL         | 3           | 0           | 2           | 1           | 42     | 12     | 11     | 19     | 28,57      | Sub, Eson   |
| gen.-mag. 2021       | Burton Albion        | FL1                  | 25         | 13         | 5          | 7          | FACup+CdL       | 0+0             | 0+0             | 0+0             | 0+0             | -                  | -                  | -                  | -                  | -                  | -           | -           | -           | -           | -           | 25     | 13     | 5      | 7      | 52,00      | Sub, 16°    |
| 2021-2022            | Burton Albion        | FL1                  | 46         | 14         | 11         | 21         | FACup+CdL       | 2+1             | 1+0             | 0+1             | 1+0             | -                  | -                  | -                  | -                  | -                  | EFL         | 3           | 2           | 0           | 1           | 52     | 17     | 12     | 23     | 32,69      | 16°         |
| 2022-2023            | Burton Albion        | FL1                  | 7          | 0          | 1          | 6          | FACup+CdL       | 0+1             | 0+0             | 0+0             | 0+1             | -                  | -                  | -                  | -                  | -                  | EFL         | 1           | 1           | 0           | 0           | 9      | 1      | 1      | 7      | 11,11      | In Corso    |
| Totale Burton Albion | Totale Burton Albion | Totale Burton Albion | 128        | 58         | 26         | 44         |                 | 7               | 2               | 1               | 4               |                    | -                  | -                  | -                  | -                  |             | 5           | 3           | 1           | 1           | 140    | 63     | 28     | 49     | 45,00      |             |
| Totale Carriera      | Totale Carriera      | Totale Carriera      | 242        | 96         | 61         | 85         |                 | 14              | 3               | 3               | 8               |                    | -                  | -                  | -                  | -                  |             | 8           | 3           | 3           | 2           | 264    | 102    | 67     | 95     | 38,64      |             |

## Palmarès

### Giocatore

#### Competizioni nazionali
- Coppa del Portogallo: 1

Boavista: 1996-1997
- Community Shield: 1

Chelsea: 2000

#### Individuale
- Capocannoniere della Premier League: 2

1998-1999 (18 gol), 2000-2001 (23 gol)

### Allenatore

#### Competizioni nazionali
- Campionato inglese di quarta divisione: 1

Burton: 2014-2015